# Gayophytum
Gayophytum A.Juss. – rodzaj roślin z rodziny wiesiołkowatych. W jego obrębie znajduje się 9 gatunków. Występuje naturalnie w Kanadzie (w prowincjach Alberta i Kolumbia Brytyjska), Stanach Zjednoczonych (w stanach Waszyngton, Oregon, Idaho, Montana, Dakota Południowa, Wyoming, Kalifornia, Nevada, Utah, Kolorado, Arizona i Nowy Meksyk), północno-zachodnim Meksyku, Chile oraz Argentynie. Gatunkiem typowym jest G. humile A.Juss.

## Systematyka
Pozycja systematyczna według APweb (2001...)
Rodzaj należący do podrodziny Onagroideae, rodziny wiesiołkowatych (Onagraceae Juss.), która wraz z siostrzaną grupą krwawnicowatych (Lythraceae) wchodzi w skład rzędu mirtowców (Myrtales). Rząd należy do kladu różowych (rosids) i w jego obrębie jest kladem siostrzanym bodziszkowców.
Wykaz gatunków
| - Gayophytum decipiens F.H.Lewis & Szweyk. - Gayophytum diffusum Torr. & A.Gray - Gayophytum eriospermum Coville - Gayophytum heterozygum F.H.Lewis & Szweyk. - Gayophytum humile Juss. | - Gayophytum micranthum Hook. & Arn. - Gayophytum oligospermum F.H.Lewis & Szweyk. - Gayophytum racemosum Torr. & A.Gray - Gayophytum ramosissimum Torr. & A.Gray |